# Karl-Heinz Funke

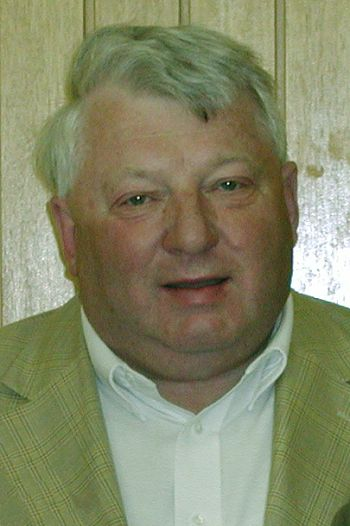
Karl-Heinz Funke (2006)

Karl-Heinz Funke (* 29. April 1946 in Dangast bei Varel) ist ein deutscher Politiker (parteilos, bis 2011 SPD). Er war von 1998 bis 2001 Bundesminister für Ernährung, Landwirtschaft und Forsten und ist seit 1972 Kommunalpolitiker im Landkreis Friesland in Niedersachsen.

## Leben
Nach dem Besuch der Volksschule in Dangast absolvierte Funke zunächst eine kaufmännische Lehre. 1966 bestand er über den 2. Bildungsweg das Abitur und leistete danach seinen Grundwehrdienst ab. Von 1966 bis 2011 war Funke Mitglied der SPD. 1968 begann er in Hamburg ein Lehramtsstudium der Staats- und Wirtschaftswissenschaften, der Germanistik und der Geschichte, das er 1972 mit dem ersten und 1974 mit dem zweiten Staatsexamen für das Höhere Lehramt beendete. Anschließend war er als Lehrer an der Berufsbildenden Schule in Varel tätig. 1983 übernahm er den elterlichen landwirtschaftlichen Betrieb.
Funke war von 1972 bis 2010 Ratsmitglied der Stadt Varel und Kreistagsmitglied des Kreises Friesland. Von 1978 bis zu seiner Mandatsniederlegung am 28. Oktober 1998 war er Mitglied des Niedersächsischen Landtages.
Vom 21. Juni 1990 bis zum 27. Oktober 1998 gehörte er als Niedersächsischer Minister für Ernährung, Landwirtschaft und Forsten der von Ministerpräsident Gerhard Schröder geführten Landesregierung an. Nach der Bundestagswahl 1998 wurde er dann am 27. Oktober 1998 als Bundesminister für Ernährung, Landwirtschaft und Forsten in die von Bundeskanzler Gerhard Schröder geleitete Bundesregierung berufen. Im Gefolge der BSE-Krise trat Funke am 9. Januar 2001 unmittelbar nach dem Rücktritt der Bundesgesundheitsministerin Andrea Fischer ebenfalls zurück.
Funke war seit 1981 ununterbrochen Ratsvorsitzender und ehrenamtlicher bzw. stellvertretender Bürgermeister der Stadt Varel. Seine Ämter als stellvertretender Bürgermeister und Ratsvorsitzender seiner Heimatstadt Varel verlor Funke am 19. Februar 2009 durch Abwahl.
Seit 1997 ist er im Kuratorium der Heinz-Lohmann-Stiftung.
Nach seinem Ausscheiden aus der Bundespolitik wurde Funke 2001 Verbandsvorsteher des Oldenburgisch-Osfriesischen Wasserverbandes (OOWV). Am 19. Dezember 2009 trat Funke von diesem Amt zurück. Anlass war die Beteiligung des OOWV an den Kosten zu Funkes privater Silberhochzeitsfeier 2007 in Höhe von 8000 Euro. Auch räumte Funke sein Amt als Vorsitzender des Kreistages im Landkreis Friesland. Die verbliebenen kommunalpolitischen Ämter im Kreistag Friesland und Stadtrat Varel legte Funke am 27. Januar 2010 nieder. Damit erlosch auch sein Aufsichtsratmandat beim Energieversorger EWE AG.
In Zusammenhang der Untreuevorwürfe gegen Funke trennte sich der Wasserverband auch im gegenseitigen Einvernehmen von seinem langjährigen Geschäftsführer Hans-Peter Blohm. Die Mitglieder der Verbandsversammlung entlasteten Blohm und Funke im Januar 2011 ausdrücklich nicht für die Geschäftsjahre 2007, 2008 und 2009. Außerdem kündigten sie eine Schadenersatzforderung an.
Die Staatsanwaltschaft Oldenburg erhob im März 2011 Anklage wegen des Verdachts auf Untreue, die jedoch im August 2011 wegen der Forderung nach Nachermittlungen durch das Landgericht Oldenburg nicht verhandelt wurde. Am 26. Oktober 2012 verurteilte ihn das Landgericht Oldenburg wegen Untreue im Zusammenhang mit der Gehaltserhöhung für den Geschäftsführer des Wasserverbandes zu einer Freiheitsstrafe von sechs Monaten auf Bewährung und einer Zahlung von 10.000 Euro. Vom Vorwurf der Vorteilsnahme anlässlich seiner Silberhochzeit wurde Funke vom Landgericht Oldenburg freigesprochen. Der BGH hob den Freispruch jedoch 2013 auf. 2014 stellte das Landgericht Oldenburg das Verfahren schließlich gegen Zahlung einer Geldbuße von 2.000 Euro ein.
Bei den Kommunalwahlen am 11. September 2011 trat Funke in Varel als Spitzenkandidat der von ihm gegründeten Wählergemeinschaft Zukunft Varel an. Dies führte zu seinem Ausschluss aus der SPD. Ihm gelang der Einzug sowohl in den Kreistag als auch in den Stadtrat, während die SPD deutliche Verluste hinnehmen musste.
Funke ist zudem seit 2003 Vizepräsident des Wasserverbandstages e. V. und Vorsitzender des Bundesverbandes für landwirtschaftliche Wildhaltung. Er ist verheiratet und hat drei Kinder.

## Ehrungen
- 1999: Ehrensenator der Tierärztlichen Hochschule Hannover[23]
- 2002: Ernst-Schröder-Münze des Zentralverbandes Gartenbau e. V.

## Kabinette
- Kabinett Schröder I (Niedersachsen)
- Kabinett Schröder II (Niedersachsen)
- Kabinett Schröder III (Niedersachsen)
- Kabinett Schröder I (Deutschland)